# Trichocolea elegans
Trichocolea elegans là một loài rêu trong họ Trichocoleaceae. Loài này được Lehm. mô tả khoa học đầu tiên năm 1857.